# Cabot Tower (St. John's)
De Cabot Tower is een toren bovenop Signal Hill in St. John's, de hoofdstad van de Canadese provincie Newfoundland en Labrador. De bouw van de toren begon in 1898 ter herdenking van de 400e verjaardag van John Cabots ontdekking van Newfoundland en het diamanten jubileum van koningin Victoria.

## Geschiedenis
De toren werd oorspronkelijk gebouwd om met vlaggen signalen te geven aan schepen die de haven van St. John's wilden in- of uitvaren. In 1901 ontving Guglielmo Marconi het eerste trans-Atlantische draadloze bericht op een positie nabij de toren; de letter "S" in morsecode verzonden via radiotelegrafie vanuit Poldhu in het Engelse Cornwall. Van 1933 tot 1960 huisvestte de toren een radiotelegrafiestation.
Cabot Tower vormt het centrum van de sinds 1951 erkende Signal Hill National Historic Site of Canada, met wandelpaden en een nabijgelegen interpretatiecentrum. Het neoromaanse bouwwerk is een van de iconische gebouwen van de stad.

## Galerij

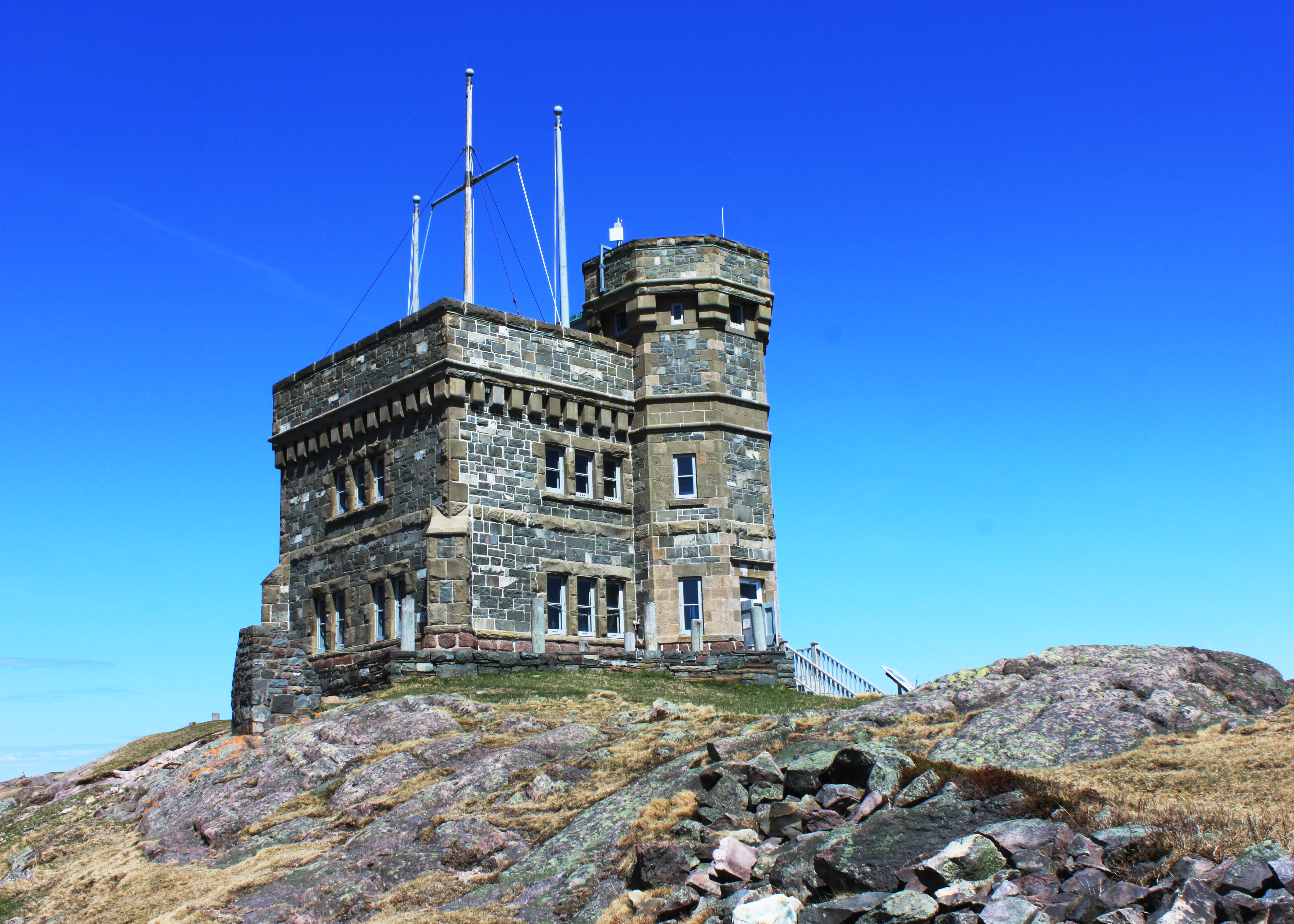
Zuidzijde van de toren
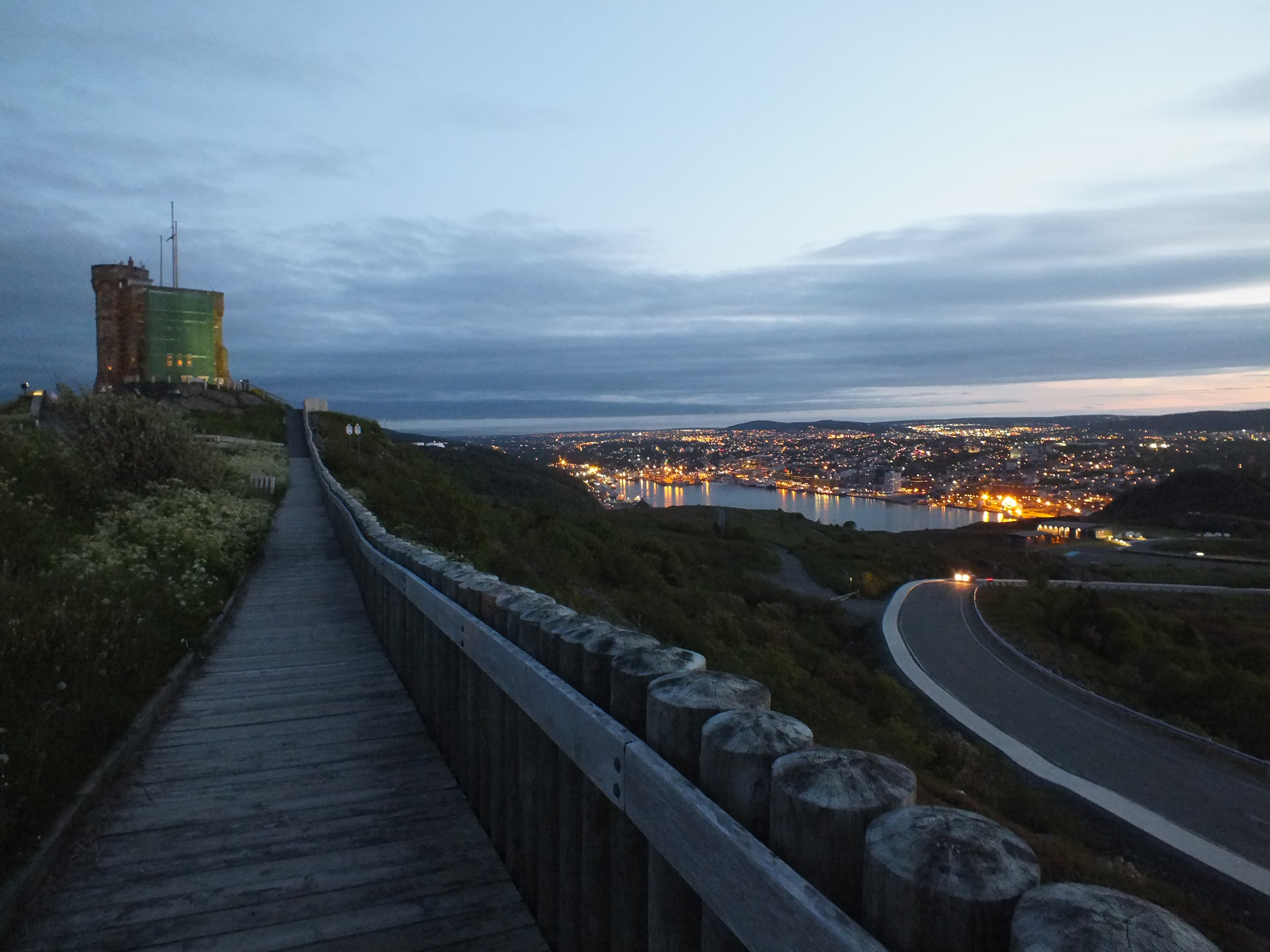
Cabot Tower met Downtown St. John's op de achtergrond
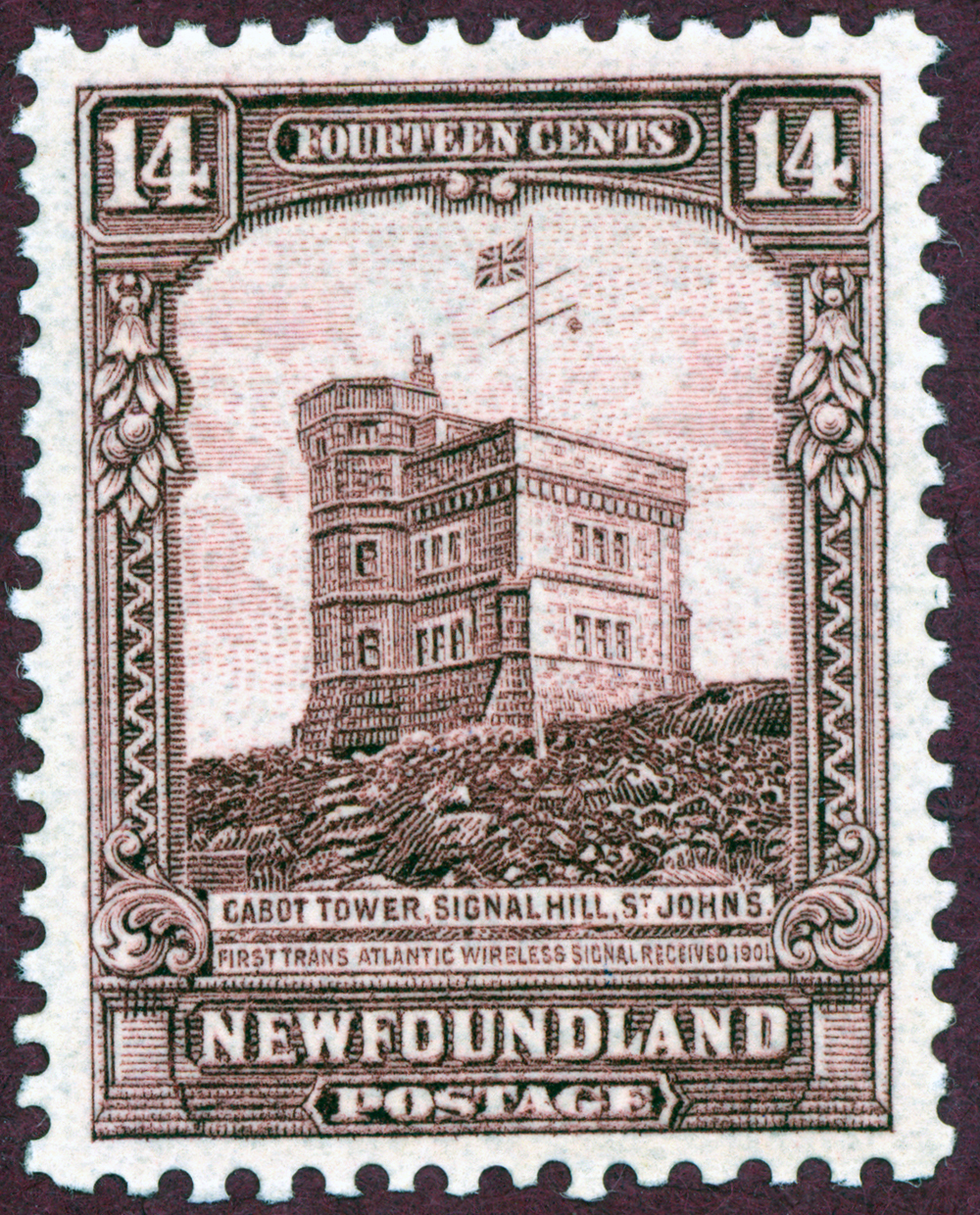
Newfoundlandse postzegel met afbeelding van de toren